# 克氏錐首魚
克氏錐首魚（学名：Conocara kreffti），又名黑頭魚，为黑頭魚科錐首魚屬下的一个种，為深海魚類，分布於印度洋、太平洋熱帶海域，深度1150-1700公尺，體長可達38.6公分，棲息在中層水域，生活習性不明。